# دو همسفر
دو همسفر به کارگردانی اصغر هاشمی، نویسندگی هاشمی و فریدون جیرانی و تهیه‌کنندگی علی‌اکبر مزینانی و هاشمی محصول سال ۱۳۷۰ است. این فیلم در خرداد ۱۳۷۲ بر روی پرده سینما رفت.

## خلاصه فیلم
شوهر دکتر رادمنش و دخترش به خارج مهاجرت کرده‌اند. او با پسر جوانش زندگی مرفهی دارند. پسر را به دلیل فعالیت‌های سیاسی دستگیر می‌کنند…
خانم دکتر رادمنش جراح زنان و فاضل مینایی راننده‌ کامیون، پس از دستگیر شدن بچه‌هایشان، بالاجبار در کنار یکدیگر قرار می‌گیرند؛ خانم دکتر برای اولین بار در زندگی مجبور است رفتار و گفتار مردی را تحمل کند که هیچ‌گونه آشنایی با فرهنگ او ندارد؛ فاضل چون فکر می‌کند پسر خانم دکتر موجب گرفتاری بچه‌اش شده است، رفتار خصمانه‌ای با او پیش می‌گیرد؛ اما این رابطه در طول داستان به دوستی و همدلی تبدیل می‌شود و آن‌ها سرانجام پی می‌برند که در تربیت بچه‌هایشان غفلت کرده‌اند

## بازیگران
- هما روستا در نقش دکتر رادمنش
- جمشید اسماعیل‌خانی در نقش پدر سعید
- ثریا حکمت در نقش مادر سعید
- فرخ‌لقا هوشمند در نقش معصومه
- مریم هژیروند در نقش زهرا
- محمد ورشوچی در نقش همسایه سعید
- محمد ابهری
- عزت‌الله رمضانی‌فر در نقش پسر بیمار
- اسدالله یکتا در نقش رستم
- امین حیایی در نقش شهرام
- احمدرضا شفیعی در نقش سعید

## جشنواره‌ها
فیلم دو همسفر در یازدهمین دوره جشنواره فیلم فجر (۱۳۷۱) در بخش مسابقه سینمای ایران و در دوازدهمین دوره جشنواره فیلم فجر (۱۳۷۲) در دو بخش بهترین عکاسی (همایون اسعدیان) و نمونه فیلم (آنونس) حضور داشته‌است.
همچنین این فیلم در جشنواره هفته فیلم ایران در داکا (۱۳۸۱) حضور داشته‌است.